# Asociación Española de Pediatría de Atención Primaria
La Asociación Española de Pediatría de Atención Primaria (AEPap) se constituye como una Federación de Asociaciones de Pediatras que trabajan en Atención Primaria, de carácter científico y profesional, sin fines lucrativos y que se rige por lo establecido en la Ley Orgánica 1/2002 de 22 de marzo, reguladora del derecho de asociación y demás normas complementarias.
La Asociación Española de Pediatría de Atención Primaria se organiza como una federación integrada por distintas asociaciones y sociedades y que, a su vez, podrá federarse con otras entidades de objetivos y funciones análogas. 

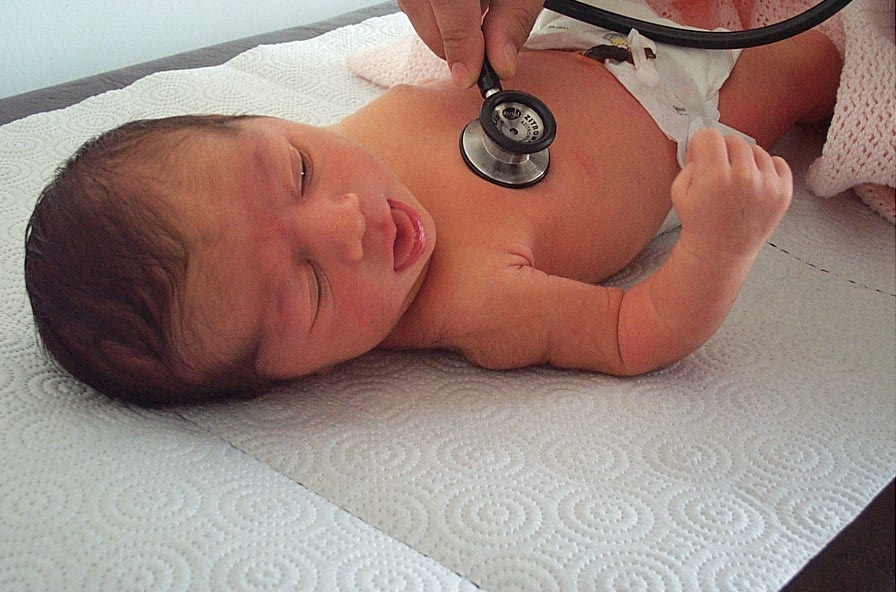
Examen de un recién nacido

En la actualidad, la AEPap es una Sección de la Asociación Española de Pediatría (AEP).
El marco normativo de la formación en Pediatría está recogido en el Programa formativo de la especialidad de Pediatría y sus Áreas Específicas publicado en 2006.

## Historia
Fundada formalmente el 20 de mayo de 2000, ha tenido los siguientes presidentes y componentes de las juntas directivas:
- 2000-2002: Josep Bras i Marquillas (Barcelona).
  - Secretaria: Mar Duelo Marcos (Madrid).
  - Tesorero: Ferrán López Cacho (Barcelona).
- 2002-2010: Juan Ruiz-Canela Cáceres (Sevilla).
  - Vicepresidente: Josep Bras i Marquillas (Barcelona), Isabel Mora Gandarillas (Asturias), Javier Soriano Faura (Valencia).
  - Secretario: Juan José Morell Bernabé (Badajoz), Rafael Sánchez Polaina (Córdoba).
  - Tesorero: César García Vera (Zaragoza), Gloria Orejón Luna (Madrid).
- 2010-2014: Begoña Domínguez Aurrecoechea (Oviedo).
  - Vicepresidente: Carlos Valdivia Jiménez (Málaga).
  - Secretaria: Paloma Hernando Helguero (Madrid).
  - Tesorera: Carmen García Rebollar (Madrid).
- 2014-2018: Concha Sánchez Pina (Madrid).
  - Vicepresidentes: César García Vera (Zaragoza), Carmen J. Villaizán Pérez (Toledo) y Narcisa M.ª Palomino Urda (Sevilla).
  - Secretaria: Carmen Rosa Rodríguez Fernández-Oliva (Canarias).
  - Tesorera: Dolores Cantarero Vallejo (Toledo).
- 2020-2024: Concha Sánchez Pina (Madrid).
  - Vicepresidentes: Carmen Villaizán Pérez, Teresa Cenarro Guerrero y Pedro Gorrotxategui Gorrotxategui.
  - Tesorera: Dolores Cantarero Vallejo.
  - Secretaria: Eva Suárez Vicent.
- 2024-2028. Pedro Gorrotxategui Gorrotxategui.
  - Vicepresidentes: Ángel Carrasco, Teresa Cenarro Guerrero y Teresa Arana.
  - Tesorera: Susana Viver.
  - Secretaria: Carmen Fidalgo.

## El derecho a la salud
Convención Internacional sobre los Derechos de los niños:
Artículo 24.1. Los Estados Partes reconocen el derecho del niño al disfrute del más alto nivel posible de salud y a servicios para el tratamiento de las enfermedades y la
rehabilitación de la salud. Los Estados Partes se esforzarán por asegurar que ningún niño sea privado de su derecho al disfrute de esos servicios sanitarios.
- Adoptada por la Asamblea General de las Naciones Unidas en su Resolución 44/25 del 20 de noviembre de 1989.
- Entró en vigor de forma general del 2 de septiembre de 1990.
- Ratificada por España el 31 de diciembre de 1990, con entrada en vigor el 5 de enero de 1991.
- Hasta la fecha ha sido ratificada por 140 países del mundo.

## Formación oficial en Pediatría
Marco normativo para la formación en Pediatría en España:
- Programa formativo de la especialidad de Pediatría y sus Áreas Específicas, 2006.[1]
- Programa formativo de la especialidad de Enfermería Pediátrica, 2010.[7]
- Resolución conjunta de los ministerios de Educación y Sanidad, Servicios Sociales e Igualdad por la que se establecen los requisitos de acreditación de las Unidades Docente Multiprofesionales de Pediatría, 2011].[8]
- Listado de Centros de Salud acreditados por el Ministerio de Sanidad, Servicios Sociales e Igualdad, para la docencia posgrado en Pediatría (MIR), 2011.[9]

## Publicaciones oficiales
- Algoritmos (ISSN 2386-7256): sistema electrónico de ayuda al diagnóstico, de acceso libre y gratuito dirigido a profesionales.
- Evidencias en Pediatría (ISSN 1885-7388): revista electrónica, de acceso libre y gratuito dirigido a profesionales.
- Familia y Salud (ISSN 2444-3956): web de acceso libre y gratuito dirigido a pacientes y padres.
- Famiped (ISSN 1989-452X): revista electrónica, de acceso libre y gratuito dirigido a pacientes y padres.
- Revista Pediatría de Atención Primaria (ISSN 1139-7632) incluye artículos de investigación original (en español e inglés), revisiones y notas clínicas y cartas al director.
- Fapap (ISSN 2171-6811): revista electrónica de acceso previa suscripción, dirigida a médicos pediatras.
- Respirar - To breathe: web de acceso libre y gratuito dirigido a pacientes y padres, con contenidos relacionados con el asma y otras enfermedades del aparato respiratorio.

## Actividades destacadas
| Edición     | Años      | Coordinador/a            |
| ----------- | --------- | ------------------------ |
| 1.ª         | 2003      | Ángel Hernández Merino   |
| 2.ª - 5.ª   | 2004-2008 | José Luis Montón Álvarez |
| 6.ª - 9.ª   | 2009-2012 | Francisco Hijano Bandera |
| 10.ª - 13.ª | 2013-2016 | Concepción Sánchez Pina  |
| 14.º - 17.º | 2017-2020 | M.ª Jesús Esparza Olcina |
| 18.º - 20.º | 2022-2024 | Victoria Martínez Rubio  |

### Curso de Actualización / Congreso
Anualmente se celebra un Curso de Actualización en el que se presentan y debaten los temas de interés para el pediatra de atención primaria. 
Es una actividad que despierta gran interés entre el colectivo de pediatras y en la que participan de forma desinteresada un buen número de docentes de gran nivel científico.
En febrero de 2015 se ha celebrado, en Madrid, la 12.ª edición del mismo.
Ver listado de ediciones y coordinadores en la tabla adjunta.
Desde 2019 (16.ª edición) deja de denominarse "curso" y pasa a llamarse "congreso", para adaptarse a los requisitos establecidos para la acreditación de actividades de formación.

### Reunión Anual
| Edición | Año  | Lugar                  | Coordinador/a                                            |
| 1.ª     | 2005 | Murcia                 |                                                          |
| 2.ª     | 2006 | Valencia               |                                                          |
| 3.ª     | 2007 | Vitoria                | Ramón Ugarte Líbano                                      |
| 4.ª     | 2008 | Cáceres                | Juan José Morell Bernabé                                 |
| 5.ª     | 2009 | Zaragoza               | César García Vera                                        |
| 6.ª     | 2010 | Valencia               | Trinidad Álvarez de Laviada                              |
| 7.ª     | 2011 | Guadalajara            | Javier E. Blanco González                                |
| 8.ª     | 2012 | Granada                | Carlos Valdivia Jiménez                                  |
| 9.ª     | 2013 | Sevilla                | Carlos Valdivia Jiménez                                  |
| 10.ª    | 2014 | Madrid                 | Carlos Valdivia Jiménez                                  |
| 11.ª    | 2015 | Bilbao                 | Carlos Valdivia Jiménez, Pedro Gorrotxategi Gorrotxategi |
| 12.ª    | 2016 | Valencia               | Carlos Valdivia Jiménez                                  |
| 13.ª    | 2017 | Santiago de Compostela | Pedro Gorrotxategi Gorrotxategi                          |
| 14.ª    | 2018 | Zaragoza               | Eva Suárez Vicent y Teresa Cenarro Guerrero              |

Ediciones celebradas:
- I.-    Murcia, 2-4 de junio de 2005 (54.º Congreso de la AEP).
- II.-   Valencia, 2-3 de junio de 2006 (55.º Congreso de la AEP).
- III.-  Vitoria, 17-19 de mayo de 2007.
- IV.-   Cáceres, 16-17 de mayo de 2008.
- V.-    Zaragoza, 13-14 de noviembre de 2009.
- VI.-   Valencia, 19-20 de noviembre de 2010.
- VII.-  Guadalajara, 11-12 de noviembre de 2011.
- VIII.- Granada, 1 de junio de 2012 (61.º Congreso de la AEP).
- IX.-   Sevilla, 7 de junio de 2013 (62.º Congreso de la AEP).
- X.- Madrid, 6 de junio de 2014 (63.º Congreso de la AEP).
- XI.- Bilbao, 12 de junio de 2015 (64.º Congreso de la AEP).
- XII.- Valencia, 3 de junio de 2016 (65.º Congreso de la AEP).
- XIII.- Santiago de Compostela, 2 de junio de 2017 (66.º Congreso de la AEP)
- XIV.- Zaragoza, 8 de junio de 2018 (67.º Congreso de la AEP)

Ver listado de ediciones y coordinadores en la tabla adjunta.

### Otras actividades
- Curso de residentes MIR.

## Grupos de trabajo
- Grupo de Cooperación, Inmigración y Adopción.
- Grupo de Docencia MIR.
- Grupo de Ecografía.
- Grupo de Educación para la Salud.
- Grupo de Gastroenterología y Nutrición.
- Grupo de Investigación.
- Grupo de Pediatría Basada en Evidencias.
- Grupo PrevInfad sobre actividades preventivas y de promoción de la salud en la infancia y la adolescencia.
- Grupo Profesional y laboral.
- Grupo de Sueño.
- Grupo de TDAH.
- Grupo de Vías Respiratorias.
- Grupo de Patología Infecciosa.
- Grupo de Relaciones con Europa.

## Asociaciones federadas
Actualmente la AEPap cuenta con organizaciones federadas en casi todas las comunidades autónomas españolas: Andalucía, Aragón, Asturias, Baleares, Canarias, Cantabria, Castilla-La Mancha, Castilla y León, Cataluña, Comunidad Valenciana, Extremadura, Galicia, La Rioja, Madrid, Murcia, Navarra y País Vasco.

## Iniciativas apoyadas por la AEPap
- Guía-ABE. Tratamiento de las infecciones en Pediatría. Guía rápida para la selección del tratamiento antibiótico empírico.
- G-Pediatría. Guía rápida de dosificación práctica en Pediatría.
- Pediaclic. Buscador de información sanitaria pediátrica.
- Internet en la consulta: una necesidad.

## Premios y reconocimientos
- XV Edición de los Premios Estrategia NAOS, Agencia Española Seguridad Alimentaria y Nutrición, 2021.  Accésit en la modalidad "Alimentación saludable en el ámbito familiar y comunitario" al proyecto “Familia y salud. Padres y pediatras al cuidado de la alimentación de la infancia y la adolescencia mediante la web familia y salud (ww.familiaysalud.es)”, presentado por la Asociación Española de Pediatría de Atención Primaria (AEPap).[12]
- Familia y Salud, finalista en los Premios Salud Digital 2020, en la categoría de "Mejor APP de salud".[13]
- Guía de ayuda para centros docentes". Manejo práctico de los problemas de salud pediátricos más frecuentes. Consejos para el profesorado y los cuidadores escolares: Premio del Certamen de Buenas Prácticas de UNICEF, 2016.[14]
- Familia y Salud: Segundo Premio a la “Mejor Formación dirigida a pacientes y/o familiares desarrollada por sociedades científicas o colegios profesionales”. Foro Albert Jovell, 2016.[15]
- Algoritmos AEPap: Premio a "Las mejores ideas" en la categoría de "Investigación y Farmacología", Diario Médico, 2015.[16]
- Familia y Salud: Premio a la Mejor Iniciativa en favor de la utilización del español en Medicina (MedEs, 2015).[17]
- Josep Bras i Marquillas (fundador y expresidente de la AEPap): socio de honor, AEPap, 2015. Socio de Honor de la AEP, 2016.
- Juan Ruiz-Canela Cáceres (fundador y expresidente de la AEPap): pediatra ejemplar, AEP, 2014.[18]
- Juan José Delgado Domínguez (fundador y exmiembro de PrevInfad): socio de honor de la AEP, 2014.[19]
- Begoña Domínguez Aurecoechea (presidenta de la AEPap): socia de honor de la AEP, 2013.[20]
- Guía práctica sobre consultas pediátricas frecuentes en farmacia comunitaria. Premio a Las Mejores Iniciativas de la Farmacia del Año por Correo Farmacéutico, 2013.[21]
- Javier Soriano Faura (coordinador del Grupo PrevInfad): socio de honor de la AEP, 2012.[22]
- Evidencias en Pediatría: Premio MedEs 2012 a la mejor iniciativa en el fomento del uso del idioma español para la divulgación del conocimiento médico.[23]
- Familia y Salud: Premio "Mejores ideas en sanidad", de Diario Médico en 2012.[24]
- Juan Ruiz-Canela Cáceres (fundador y expresidente de la AEPap): socio de honor de la AEP, 2011.
- Guía-ABE: Premio 2010 a la Mejor Iniciativa en favor de la utilización del español en Medicina.[25]
- PrevInfad; recomendaciones sobre actividades preventivas para la infancia y la adolescencia. Premio a la transparencia del Plan de Calidad para el SNS, Ministerio de Sanidad, Política Social e Igualdad, 2009.[26]
- Evidencias en Pediatría: Premio a la transparencia del Plan de Calidad para el SNS, Ministerio de Sanidad, Política Social e Igualdad, 2008.[27]

## Marco ético de referencia
El 3 de junio de 2005, la AEPap publica el marco ético de referencia para todas sus actividades.